# Pablo Osvaldo
Pablo Daniel Osvaldo (Buenos Aires, 12 januari 1986) is een in Argentinië geboren Italiaans betaald voetballer die bij voorkeur als aanvaller speelt. Op 3 januari 2020 keerde hij terug in het betaalde voetbal, na een afwezigheid van ruim 3 jaar tekende hij een contract tot medio 2020 bij Banfield. Osvaldo was van 2011 tot en met 2014 international in het Italiaans voetbalelftal, waarvoor hij 14 interlands speelde en 4 keer scoorde.

## Clubcarrière

### Beginjaren
Osvaldo maakte in 2005 zijn profdebuut in de Argentijnse Primera B Nacional voor CA Huracán, de club waar hij een deel van zijn jeugdopleiding genoot nadat hij in 2000 als jeugdspeler was overgekomen van CA Banfield. Na minder dan een jaar verkaste hij naar de Italiaanse tweede divisionist Atalanta Bergamo. Hij kwam daar tot 3 wedstrijden en 1 doelpunt. In het seizoen 2006/07 verkocht Atalanta een deel van de speler zijn transferrechten aan het Zuid-Italiaanse US Lecce, tevens maakte hij de overstap naar de club uit Lecce. Hier kwam hij in 31 wedstrijden 8 keer tot scoren. Aan het einde van dat seizoen kocht Atalanta Bergamo de complete transferrechten terug, waarna hij niet veel later aan ACF Fiorentina werd verkocht. Bij zijn debuut in de Serie A op 29 september 2007 was hij meteen belangrijk met 2 doelpunten, in de 0–3 uitoverwinning van Fiorentina op Livorno. Op 2 maart 2008 kopte hij een voorzet van ploeggenoot Papa Waigo binnen, tegen rivaal Juventus, waardoor Fiorentina de wedstrijd in blessuretijd met 3–2 won. Hij werd die wedstrijd het veld afgestuurd vanwege de manier waarop hij zijn doelpunt vierde, nadat hij eerder al een gele kaart had ontvangen trok hij namelijk na zijn doelpunt zijn shirt uit en deed een machinepistool na in de richting van zijn eigen fans, zoals Fiorentina legende Gabriel Batistuta ooit een doelpunt vierde. In het daarop volgende seizoen kwam hij mede door de komst van Alberto Gilardino minder aan spelen toe. Daarop besloot hij in januari 2009 op huurbasis de overstap te maken naar Bologna FC 1909. Voor aanvang van het seizoen 2009/10 besloot de club uit Bologna hem definitief over te nemen, hij tekende er een contract voor vier jaren. In de eerste helft van het seizoen kwam hij in 13 wedstrijden 3 keer tot scoren.

### RCD Espanyol
Op 10 januari 2010 maakte RCD Espanyol bekend Osvaldo op huurbasis over te nemen tot juni van dat jaar. Hij maakte zijn Primera División debuut in de met 2–0 verloren wedstrijd tegen CA Osasuna. Op 3 juni 2010 werd de huurovereenkomst met nog een seizoen verlengd. Enkele maanden later, op 31 augustus 2010, zette RCD Espanyol de huurovereenkomst om in een koopovereenkomst door een niet bekendgemaakt bedrag neer te tellen voor de diensten van de aanvaller. Hij tekende er een contract voor vijf jaren. Hij zou in 44 competitiewedstrijden 20 doelpunten maken.

### AS Roma
Eind augustus 2011 werd Osvaldo voor een bedrag dat kan oplopen tot €17.5 miljoen verkocht aan AS Roma. Op 22 september van datzelfde jaar scoorde hij zijn eerste doelpunt in dienst van de club uit Rome, tegenstander die wedstrijd was AC Siena met een 1–1 gelijkspel als eindresultaat. In zijn eerste seizoen kwam hij in 26 competitiewedstrijden tot 11 doelpunten.

### Southampton FC
Eind augustus 2013 verhuisde Osvaldo van AS Roma naar Southampton. Hij tekende er een contract voor vier jaar. Naar verluidt bedroeg het transferbedrag om en nabij de vijftien miljoen euro. Op 31 januari 2014 maakte Juventus bekend de speler op huurbasis met optie tot koop te hebben overgenomen. De optie tot koop werd niet gelicht en de aanvaller keerde terug naar Southampton. De Engelsen verhuurden Osvaldo in augustus 2014 voor een jaar aan Internazionale, wederom met een optie tot koop. Toen hij zich daar na een ruzie tijdens de training in januari 2015 twee dagen niet liet zien, stuurde Inter hem voortijdig terug naar Southampton, maar dat stelde ook geen prijs op zijn aanwezigheid. Het verhuurde hem daarom in februari 2015 opnieuw, ditmaal aan Boca Juniors. Na afloop van zijn een half seizoen durende verblijf bij de Argentijnse club, ontbond Southampton zijn eigenlijk nog tot medio 2017 doorlopende contract.

### FC Porto
Osvaldo tekende in augustus 2015 een contract tot medio 2016 bij FC Porto, met een optie voor nog twee seizoenen. Hij diende dit contract echter niet uit, want na minder dan een half jaar vertrok de aanvaller alweer naar zijn geboorteland.

### Boca Juniors
In januari 2016 keerde hij terug bij CA Boca Juniors. Hier kwam de geboren Argentijn tot 3 competitiewedstrijden en maakte hij zich wederom onmogelijk, ditmaal door een sigaret op te steken in de kleedkamer. In augustus 2016 maakte hij bekend met pensioen te gaan en zich op zijn muziekcarrière te gaan richten.

### Rentree profvoetbal
Ruim 3 jaar nadat Osvaldo zijn pensioen had aangekondigd, maakte CA Banfield op 3 januari 2020 bekend dat de aanvaller een contract tot medio 2020 had getekend.

## Clubstatistieken

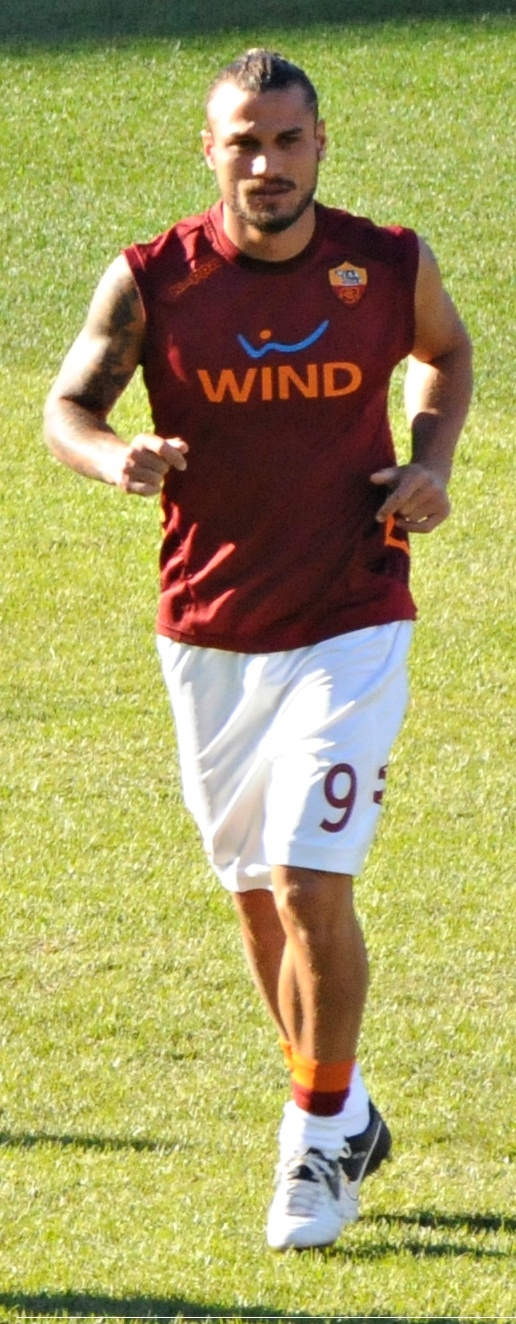
Osvaldo bij AS Roma in 2012.

| seizoen | club             | land       | competitie         | duels | goals |
| ------- | ---------------- | ---------- | ------------------ | ----- | ----- |
| 2005/06 | Huracán          | Argentinië | Primera B Nacional | 33    | 11    |
| 2005/06 | Atalanta Bergamo | Italië     | Serie B            | 3     | 1     |
| 2006/07 | US Lecce         | Italië     | Serie B            | 31    | 8     |
| 2007/08 | ACF Fiorentina   | Italië     | Serie A            | 13    | 5     |
| 2008/09 | ACF Fiorentina   | Italië     | Serie A            | 8     | 0     |
| 2008/09 | →Bologna         | Italië     | Serie A            | 12    | 0     |
| 2009/10 | Bologna          | Italië     | Serie A            | 13    | 3     |
| 2009/10 | →RCD Espanyol    | Spanje     | Primera División   | 20    | 7     |
| 2010/11 | RCD Espanyol     | Spanje     | Primera División   | 24    | 13    |
| 2011/12 | AS Roma          | Italië     | Serie A            | 26    | 11    |
| 2012/13 | AS Roma          | Italië     | Serie A            | 29    | 16    |
| 2013/14 | Southampton      | Engeland   | Premier League     | 13    | 3     |
| 2013/14 | → Juventus       | Italië     | Serie A            | 11    | 1     |
| 2014/15 | → Internazionale | Italië     | Serie A            | 12    | 5     |
| 2015    | → Boca Juniors   | Argentinië | Primera División   | 11    | 3     |
| 2015/16 | FC Porto         | Portugal   | Primeira Liga      | 7     | 1     |
| 2016    | Boca Juniors     | Argentinië | Primera División   | 3     | 0     |
| 2020    | Banfield         | Argentinië | Primera División   | 0     | 0     |
| Totaal  |                  |            |                    | 269   | 88    |

## Interlandcarrière
Osvaldo kwam als Argentijn in aanmerking voor Italiaans burgerschap, doordat een overgrootvader van hem geboren was in Filottrano en later emigreerde naar Argentinië. In november 2007 werd Osvaldo door toenmalig bondscoach Pierluigi Casiraghi voor het eerst uitgenodigd voor Italië U-21. In 2008 won hij met Italië U-21 het Toulon Espoirs-toernooi, hij maakte het enige doelpunt in de met 0–1 gewonnen finale tegen Chile U-21. Op 5 oktober 2011 ontving Osvaldo zijn eerste oproep om het Italiaanse nationale team te vertegenwoordigen. Zes dagen later maakte hij zijn debuut in de met 3–0 gewonnen wedstrijd tegen Noord-Ierland, hij verving Antonio Cassano in de 56e minuut. In de interland tegen Bulgarije op 7 september 2012 maakte hij zijn eerste 2 doelpunten voor de Squadra Azzurra, de wedstrijd eindigde in een 2–2 gelijkspel.
| Interlands van Pablo Osvaldo | Interlands van Pablo Osvaldo | Interlands van Pablo Osvaldo | Interlands van Pablo Osvaldo | Interlands van Pablo Osvaldo | Interlands van Pablo Osvaldo | Interlands van Pablo Osvaldo |
| №                            | Datum                        | Wedstrijd                    | Uitslag                      | Soort wedstrijd              | Doelpunten                   |                              |
| Als speler bij AS Roma       | Als speler bij AS Roma       | Als speler bij AS Roma       | Als speler bij AS Roma       | Als speler bij AS Roma       | Als speler bij AS Roma       | Als speler bij AS Roma       |
| ---------------------------- | ---------------------------- | ---------------------------- | ---------------------------- | ---------------------------- | ---------------------------- | ---------------------------- |
| 1.                           | 11 oktober 2011              | Italië – Noord-Ierland       | 3 – 0                        | Kwalificatie EK 2012         | 0                            |                              |
| 2.                           | 15 november 2011             | Italië – Uruguay             | 0 – 1                        | Vriendschappelijk            | 0                            |                              |
| 3.                           | 7 september 2012             | Bulgarije – Italië           | 2 – 2                        | Kwalificatie WK 2014         | 2                            |                              |
| 4.                           | 11 september 2012            | Italië – Malta               | 2 – 0                        | Kwalificatie WK 2014         | 0                            |                              |
| 5.                           | 12 oktober 2012              | Armenië – Italië             | 1 – 3                        | Kwalificatie WK 2014         | 1                            |                              |
| 6.                           | 16 oktober 2012              | Italië – Denemarken          | 3 – 1                        | Kwalificatie WK 2014         | 0                            |                              |
| 7.                           | 6 februari 2013              | Nederland – Italië           | 1 – 1                        | Vriendschappelijk            | 0                            |                              |
| 8.                           | 21 maart 2013                | Brazilië – Italië            | 2 – 2                        | Vriendschappelijk            | 0                            |                              |
| 9.                           | 14 augustus 2013             | Italië – Argentinië          | 1 – 2                        | Vriendschappelijk            | 0                            |                              |
| Als speler bij Southampton   |                              |                              |                              |                              |                              |                              |
| 10.                          | 10 september 2013            | Italië – Tsjechië            | 2 – 1                        | Kwalificatie WK 2014         | 0                            |                              |
| 11.                          | 11 oktober 2013              | Denemarken – Italië          | 2 – 2                        | Kwalificatie WK 2014         | 1                            |                              |
| 12.                          | 15 oktober 2013              | Italië – Armenië             | 2 – 2                        | Kwalificatie WK 2014         | 0                            |                              |
| 13.                          | 15 november 2013             | Italië – Duitsland           | 1 – 1                        | Vriendschappelijk            | 0                            |                              |
| Als speler bij Juventus      |                              |                              |                              |                              |                              |                              |
| 14.                          | 5 maart 2014                 | Spanje – Italië              | 1 – 0                        | Vriendschappelijk            | 0                            |                              |

Bijgewerkt t/m 5 maart 2014

## Erelijst
| Competitie              |                 |                  |                 |                 |
| Competitie              | Aantal          | Jaren            |                 |                 |
| Atlanta Bergamo         | Atlanta Bergamo | Atlanta Bergamo  | Atlanta Bergamo | Atlanta Bergamo |
| ----------------------- | --------------- | ---------------- | --------------- | --------------- |
| Serie B                 | 1x              | 2005/06          |                 |                 |
| RCD Espanyol            |                 |                  |                 |                 |
| Copa Catalunya          | 2x              | 2009/10, 2010/11 |                 |                 |
| Juventus                |                 |                  |                 |                 |
| Serie A                 | 1x              | 2013/14          |                 |                 |
| Italië -21              |                 |                  |                 |                 |
| Toulon Espoirs-toernooi | 1x              | 2008             |                 |                 |